# 1960 en chimie
Cet article présente les faits marquants de l'année 1960 en chimie.

## Évènements
- 12 février : le président Eisenhower demande au Comité consultatif scientifique américain de lui présenter un rapport circonstancié sur l'utilisation des additifs chimiques par l'industrie agro-alimentaire[1].
- 13 février :
  - Max Perutz publie la structure de l'hémoglobine[2].
  - John Kendrew publie la structure de la myoglobine[3].
- 24 février : la FDA approuve la commercialisation de la première benzodiazépine, la chlordiazépoxide (Librium)[4].
- Juin : le biochimiste espagnol Joan Oró publie sa découverte que des solutions concentrées de cyanure d'ammonium dans l'eau peuvent produire le nucléotide adénine[5].

- 1er juillet : Robert Burns Woodward publie la synthèse totale de la chlorophylle[6].
- Quatre chercheurs différents, (Sam Weiss, Jerard Hurwitz (en), Audrey Stevens et James Bonner) découvrent la polymérase de l'ARN bactérien qui règle la polymérisation de nucléotides sous la direction de l'ADN[7].

## Prix
- Prix Nobel de chimie : Willard Frank Libby pour sa méthode de datation par le carbone 14 utilisable en archéologie, géophysique, et dans d'autres domaines de la science[8].
- Prix Procter & Gamble : John D. Ferry[9]
- Médaille Garvan-Olin : Mary Caldwell[10]
- Prix Ernest-Guenther : Carl Djerassi[11]
- ACS Award in Pure Chemistry : Elias J. Corey[12]
- Médaille Priestley : Wallace R. Brode[13],[14]
- Médaille Leverhulme : Cyril Norman Hinshelwood[15]
- Médaille Davy : John Monteath Robertson en reconnaissance de ses remarquables travaux pionniers sur l'analyse de la structure cristalline, en particulier des composés organiques[16],[17].
- Claude S. Hudson Award in Carbohydrate Chemistry : Roy L. Whistler[18]
- Médaille William-H.-Nichols : Herman F. Mark[19]

## Naissances
- 8 juillet : Jérôme Bibette, physicien et chimiste français.

## Décès
- 9 avril : Carl Voegtlin (né en 1879), pharmacologue suisse naturalisé américain.
- 21 mai[20] : Georges Claude (né en 1870), physicien et chimiste français.
- 26 juillet[21] : Maud Menten (née en 1879), biologiste canadienne à qui l'on doit d'importantes contributions en biochimie.
- 7 octobre : Ruby Hirose (née en 1904), biochimiste et bactériologiste américaine.